# Crimen laesae maiestatis
Crimen laesae maiestatis – w prawie rzymskim zbrodnia obrazy majestatu, karana jako zdrada państwa. Definicja przestępstwa została zawarta w lex Iulia de maiestate prawdopodobnie z roku 27 przed n.e.

## Prawo rzymskie
W prawie rzymskim jako crimen laesae maiestatis rozpatrywane były nie tylko zamachy czy próby obalenia cesarza, lecz także pogróżki, obraźliwe wypowiedzi o osobie lub imieniu cesarza lub żarty pod jego adresem. Obejmowało również zbezczeszczenie jego pomnika lub wizerunku, wojskowe nieposłuszeństwo wobec władcy, wypytywanie astrologów i wróżbitów w sprawie przyszłości cesarza. Przestępstwo jako extra ordinem dopuszczało podjęcie działań bez przeprowadzenia przewodu dowodowego: bez formalnego oskarżenia, mogło być stwierdzone na podstawie denuncjacji, także ze strony niewolnika.
Prawo to było szczególnie egzekwowane za panowania cesarza Tyberiusza. W okresie jego panowania wytoczono przed Senatem około 100 takich procesów, a niemal każdy z nich kończył się konfiskatą majątku i wyrokiem śmierci lub samobójstwem oskarżonego. O zbrodnię przeciwko majestatowi władcy oskarżany był niesłusznie także Jezus Chrystus, któremu zarzucono uzurpowanie sobie prawa do tytułu królewskiego, co miało być podważeniem majestatu cesarza.

## Średniowiecze i nowożytność
W średniowiecznej Europie traktowane jako najcięższe przestępstwo. Crimen laesae maiestatis obecne było także w I Rzeczypospolitej. Prawo to zostało uchwalone w roku 1588. Dotyczyło zamachu, targnięcia się na zdrowie lub życie władcy lub osoby panującej, karane kwalifikowaną karą śmierci. W odróżnieniu od prawa rzymskiego, w Rzeczypospolitej zbrodnia obrazy majestatu mogła być popełniona tylko w stosunku do króla, nie zaś jak w Rzymie także i w stosunku do urzędników. Tak jak w Rzymie za obrazę majestatu groziła kara śmierci, wykonywana w niekiedy sposób zwykły, jak ścięcie czy powieszenie, lecz zazwyczaj w sposób tzw. kwalifikowany, tj. mający na celu oprócz wyeliminowania ze społeczeństwa (zabicia) sprawcy, także – w celu tzw. prewencji ogólnej – dodatkowe przedśmiertne udręczenie skazańca, co osiągano, wykonując wyrok poprzez spalenie na stosie, rozerwanie końmi, wbicie na pal czy łamanie kołem.
Najgłośniejszą sprawą Crimen laesae maiestatis był nieudany zamach Michała Piekarskiego na króla Zygmunta III w 1620 r., który wzburzył szlachtę szczycącą się brakiem w historii Polski królobójców. 
W roku 1646 problemy miał Bogusław Radziwiłł, który wmieszał się w sprawę paszkwilu swojego sługi Jankowskiego dotyczącego przyszłego ślubu króla Władysława IV Wazy z Ludwiką Marią Gonzagą. Przed rozpatrzeniem sądowym incydentu uratowała go ucieczka z Rzeczypospolitej, a także zawarcie ugody przez jego pełnomocników z dworem. Za obrazę majestatu uważano także np. obnażenie miecza w obecności monarchy, które traktowano jako próbę zamachu na jego życie. Nie posługiwano się wtedy jeszcze konstrukcją usiłowania popełnienia przestępstwa, dlatego penalizowano go jako odrębny typ czynu zabronionego.